# Річард Мадьяр
Річард Мадьяр (швед. Richard Magyar, нар. 3 травня 1991, Мальме, Швеція) — шведський футболіст угорського походження, центральний захисник столичного клубу «Гаммарбю».

## Кар'єра
Річард Мадьяр народився у місті Мальме і у віці 15-ти років проходив огляд у місцевому клубі «Мальме». Але до команди він тоді так і не потрапив і у 2010 році приєднався до іншого клубу Аллсвенскан — «Гальмстад». 5 травня у матчі проти «Кальмара» Мадьяр дебютував на професійному рівні.
У 2014 році після закінчення контракту з клубом Мадьяр перейшов до швейцарського «Аарау», де зіграв лише сім ігор і вже за рік повернувся до Швеції, уклавши угоду на 2,5 роки з столичним клубом «Гаммарбю».
Влітку 2017 року Мадьяр знову залишив Аллсвенскан і перейшов до клубу Другої Бундесліги «Гройтер Фюрт», де провів два сезони.
Влітку 2019 футболіст повернувся до клубу «Гаммарбю», з яким підписав трирічний контракт.
В період з 2011 по 2012 роки Річард Мадьяр провів три гри у складі молодіжної збірної Швеції.

## Титули і досягнення
- Володар Кубка Швеції (1):

«Гаммарбю»: 2020/21